# Venancio Bartibás
Venancio Bartibás Riquero (Montevideo, 18 maggio 1906 – Montevideo, luglio 1977) è stato un calciatore uruguaiano, di ruolo centrocampista.

## Biografia
Nato a Montevideo, visse sempre nel quartiere Palermo. Giacché i guadagni legati alla pratica del calcio erano scarsi, Bartibás lavorava come elettricista. Alla morte di suo fratello Juan León Bartibás, la famiglia non aveva il denaro necessario per procedere alla sepoltura: fu il Club Nacional de Football a provvedere ai costi del funerale. Pertanto, Venancio Bartibás decise di giocare nel Nacional nel 1929, per riconoscenza. Una volta cessata l'attività agonistica continuò a lavorare come elettricista.

## Caratteristiche tecniche
Giocava come mediano. Aveva affinate doti tecniche, ma era capace di calciare quasi esclusivamente con il piede sinistro, ed era raro che usasse il destro. Dotato di un'alta statura, era comunque piuttosto rapido; era anche abile negli inserimenti, durante i quali effettuava dei pericolosi cross. Grazie alla sua altezza, che superava il metro e novanta, era anche forte nel gioco aereo.

## Carriera

### Club
Debuttò nel Central nel 1926: nel 1927 seguì il club in División Intermedia (seconda serie), vincendo poi il campionato nel 1928 e ottenendo il ritorno in Primera División. Nel 1929 giocò per un anno al Nacional di Montevideo, e in seguito tornò al Central, con cui rimase fino al 1938, anno in cui chiuse la carriera. Bartibás fu uno dei principali giocatori del Central Español degli anni 1920.

### Nazionale
Fu convocato per il Campeonato Sudamericano de Football 1927 e per il torneo di calcio dei Giochi di Amsterdam 1928; in nessuno dei due tornei debuttò mai. Fu anche tra i pre-convocati di febbraio 1930 per il campionato del mondo 1930.

## Palmarès

### Nazionale
- Oro olimpico: 1

Amsterdam 1928